# Hèrnia hiatal
Una hèrnia hiatal o hèrnia d'hiat o hèrnia d'hiatus és la protrusió (o hèrnia) de la part superior de l'estómac al tòrax a través d'un esquinçament o debilitat en el diafragma; és, per tant, una hèrnia diafragmàtica.

## Classificació

Diagrama esquemàtic dels diferents tipus d'hèrnia d'hiat. En verd l'esòfag, en vermell l'estómac, de porpra el diafragma, en blau l'angle esofagogàstric. A és l'anatomia normal, B és una etapa prèvia, C és una hèrnia hiatal lliscant, i D és una hèrnia hiatal paraesofàgica.

Hi ha dos tipus principals d'hèrnia d'hiat: 
- L'hèrnia d'hiat lliscant és la més comuna (95%), on la unió gastroesofàgica es mou per sobre del diafragma juntament amb un tros de l'estómac.
- L'hèrnia (d'hiat) paraesofàgica és quan una part de l'estómac s'hèrnia a través del hiat esofàgic i es troba al costat de l'esòfag, sense desplaçament de la unió gastroesofàgica. Representa el 5% restant de les hèrnies hiatals.[1]
- Un tercer tipus d'hèrnia hiatal es descriu com una combinació de les anteriors.

## Epidemiologia
La incidència d'hèrnies hiatals augmenta amb l'edat, aproximadament el 60% de les persones majors de 50 anys té una hèrnia hiatal. D'aquestes, el 9% estan asimptomàtiques, en funció de la competència de l'esfínter esofàgic inferior (EEI).